# Katharina die Große (1934)
Katharina die Große (Originaltitel: The Rise of Catherine the Great) ist eine britische Filmbiografie von Paul Czinner aus dem Jahr 1934. Der Film, dessen Drehbuch auf dem Theaterstück The Czarina von Lajos Biró und Melchior Lengyel basiert, erzählt eine sehr freie Version des Werdegangs der russischen Kaiserin Katharina der Großen. Die deutsche Erstaufführung fand am 8. März 1934 in Berlin statt. Kurz darauf wurde der Film vom NS-Regime verboten. Am 15. Juli 1949 lief der Film erneut in den deutschen Kinos an.

## Handlung
Russland im Jahr 1745: Der Thronfolger Peter, der als Verschwender gilt, erfährt zu seinem Missfallen, dass er heiraten soll. Der Befehl kommt von seiner Tante, der Kaiserin Elisabeth, die er insgeheim verachtet. Peters Ehefrau soll die junge und zierliche deutsche Prinzessin von Anhalt-Zerbst-Dornburg werden. Allerdings muss die junge Frau zuvor ihre Religion und ihren Namen wechseln, um eine geeignete Braut für den Thronfolger zu sein. Elisabeth lässt die Prinzessin in Katharina umbenennen. Peter, der die geplante Hochzeit ablehnt und Elisabeth damit kränkt, wird von Katharina für einen Offizier gehalten. Peter ist von der Frau verzaubert und ändert seine Meinung. Doch kurz vor der Hochzeit fühlt er sich ausgetrickst. Die Hochzeitsnacht verbringt Peter mit einer anderen Frau.
Später erzählt Katharina ihrem Ehemann, sie habe in den letzten zwei Jahren 17 Liebhaber gehabt. Ihre Schwiegermutter entlarvt die Geschichte jedoch als Lüge, die ihren Sohn eifersüchtig machen soll. Peter und Katharina sprechen sich aus und versöhnen sich. Die mittlerweile gealterte und erkrankte Kaiserin Elisabeth ist sich sicher, dass Katharina durch die geplante Sendung von Lebensmitteln eine drohende Revolte der Bürger verhindern kann. Zudem sollen nicht die Revolutionsführer gehängt werden, sondern die für die Not verantwortlichen Minister.
Als die Kaiserin stirbt, tritt Peter sein Erbe an. Doch der früher von den Bürgern ignorierte neue Kaiser ist seelisch labil. Er ordnet an, alle Frauen vom Hofe zu verbannen. Zudem macht er sich auf die Suche nach einem mysteriösen unbekannten Soldaten. Katharina lebt nun in einem entfernten Flügel des Palastes. Zu ihrer Demütigung nimmt sich Peter eine neue Geliebte, die Gräfin Woronzowa. Der Offizier Orlov, der in Katharina verliebt ist, informiert sie über geplante Umsturzversuche. Er drängt sie, den Thron für sich zu beanspruchen. Sie akzeptiert, Peter wird abgesetzt und in Haft genommen. Die Bürger feiern Katharina. Doch Orlov informiert sie, dass Peter im Kerker getötet wurde und das der Preis der Macht sei.

## Finanzierung und Politik
Laut Variety kostete der Film ca. 400.000 Dollar (9.372.000 Euro) und war damit die bis dahin teuerste britische Filmproduktion. Der Australier Robert Krasker kam dabei als Kameratechniker zum Einsatz. Vincent Korda, der Bruder des Produzenten Alexander Korda, der bei einigen Aufnahmen die Regie übernahm, war bei diesem Film für die Ausstattung verantwortlich. Elisabeth Bergner, die Darstellerin der Katharina, war die Ehefrau des Regisseurs Paul Czinner.
Am 14. März 1934 sprach ein Abgeordneter des Britischen Unterhauses das Verbot des Films in Deutschland an. Er stellte die (unbeantwortete) Frage: „Kann man das so verstehen, dass zukünftig kein britischer Film, in dem ein jüdischer Schauspieler auftritt, mehr in Deutschland zu sehen sein wird?“
Der Film ist im public domain und kann im Internet Archive in der Originalversion angeschaut werden.

## Kritiken
Das Lexikon des internationalen Films befand: „Gepflegtes, wenn auch geschichtlich sehr frei verfahrendes Kammerspiel nach historischen Motiven; dank der erlesenen Schauspielkunst – insbesondere in der Titelrolle – auch heute noch bemerkenswert.“ Mordaunt Hall von der New York Times bezeichnete den Film, trotz aller filmischer Freiheit, als „beträchtlich näher an der Historie als die meisten gleichartigem Produktionen“. Es handle sich um einen „ansehnlichen Film“.
Der TimeOut Filmguide meinte, der Film falle stark gegen den zur gleichen Zeit erschienenen US-Film Die scharlachrote Kaiserin von Josef von Sternberg mit Marlene Dietrich ab. Doch Regisseur Czinner könne sich auf Vincent Kordas Bauten und die fabelhaften Leistungen der Darsteller verlassen.

## Weitere Filme über die Kaiserin
- 1920: Katharina die Große – Deutschland – Regie: Reinhold Schünzel, mit Lucie Höflich
- 1924: Das verbotene Paradies (Forbidden Paradise) – USA – Regie: Ernst Lubitsch, mit Pola Negri
- 1930: Spielereien einer Kaiserin – Deutschland – Regie: Wladimir Strijewski, mit Lil Dagover
- 1934: Die scharlachrote Kaiserin (The Scarlet Empress) – USA – Regie Josef von Sternberg, mit Marlene Dietrich
- 1938: Le Joueur d’échecs – Frankreich – Regie: Jean Dréville, mit Françoise Rosay
- 1945: Skandal bei Hofe (A Royal Scandal) – USA – Regie: Otto Preminger, mit Tallulah Bankhead
- 1950: Graf Orloffs gefährliche Liebe (Shadow of the Eagle) – Italien, Großbritannien – Regie: Sidney Salkow, mit Binnie Barnes
- 1958: Sturm im Osten (La tempesta) – Italien, Frankreich, Jugoslawien – Regie: Alberto Lattuada, mit Viveca Lindfors
- 1959: Beherrscher der Meere (John Paul Jones) – USA – Regie: John Farrow, mit Bette Davis
- 1962: Katharina von Russland (Caterina di Russia) – Italien, Frankreich – Regie: Umberto Lenzi, mit Hildegard Knef
- 1968: Die große Katharina (Great Catherine) – Großbritannien – Regie: Gordon Flemyng, mit Jeanne Moreau
- 1991: Die junge Katharina (Young Catherine) – USA – Regie: Michael Anderson, mit Julia Ormond
- 1995: Katharina die Große (Catherine the Great) – USA, Deutschland, Österreich – Regie: Marvin J. Chomsky, mit Catherine Zeta-Jones
- 2002: Russian Ark (Russkij kovcheg) – Russland, Deutschland – Regie: Aleksandr Sokurov, mit Maria Kuznezowa